# Bindi Irwin

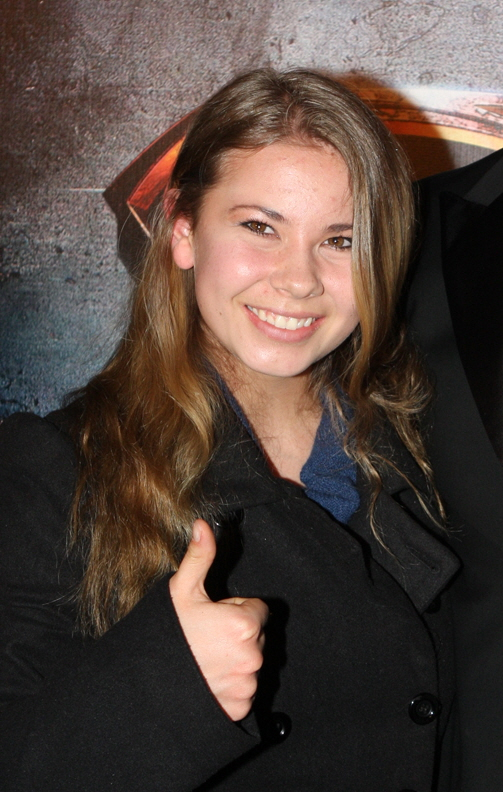
Bindi Irwin w 2013 roku

Bindi Sue Irwin (ur. 24 lipca 1998 w Nambour w australijskim stanie Queensland) – córka Terri Irwin zd. Raines i Stevena Irwina. Próbowała sił w aktorstwie, śpiewie, tańcu i rapowaniu. Stała się rozpoznawalna także dzięki wygraniu 21. sezonu programu Dancing with the Stars. W 2018 zaliczona do międzynarodowego grona Barbie Sheroes, jako wzór dla dziewcząt.

## Rozpoznawalność

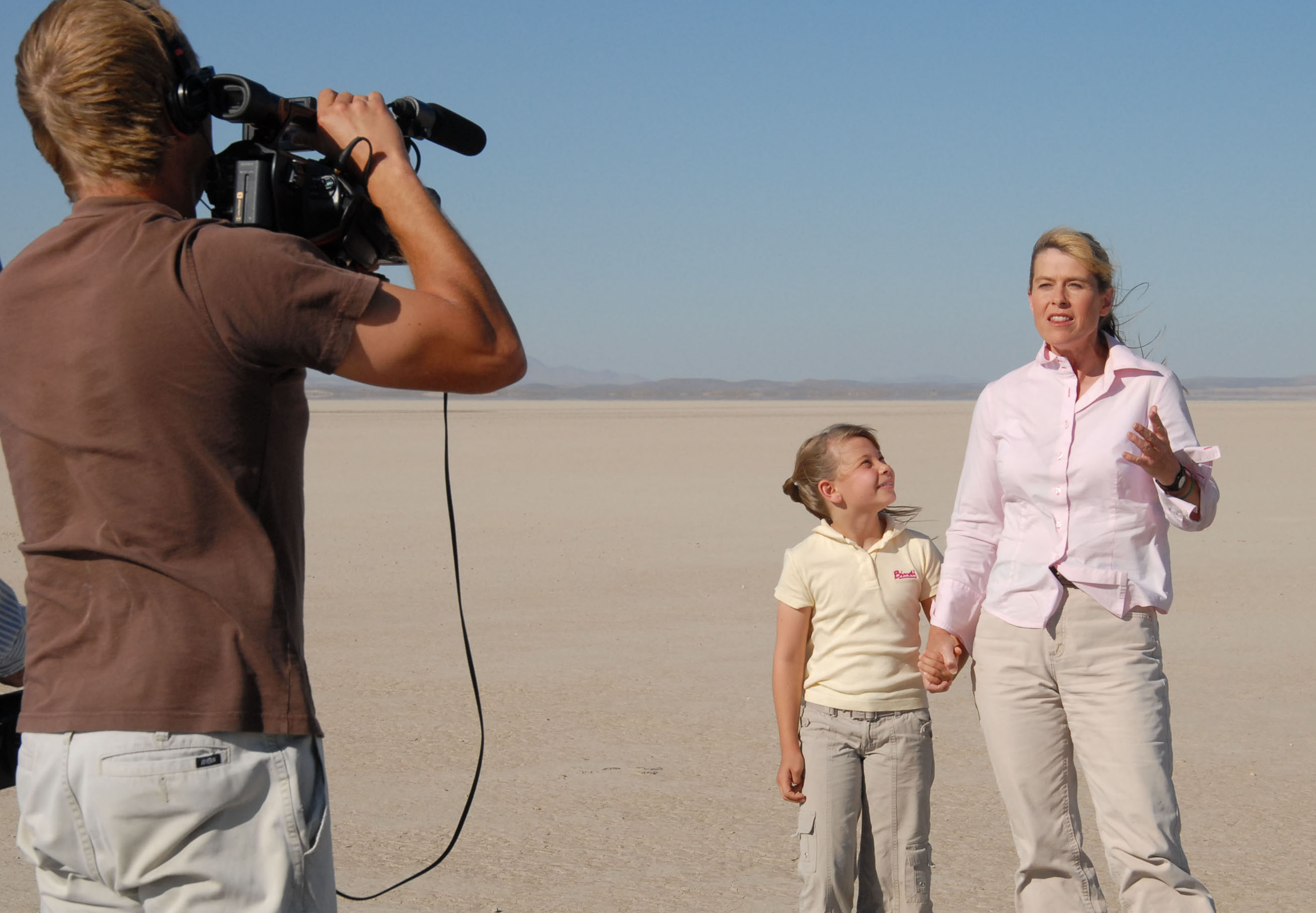
Bindi i Terri w Edwards USAFB podczas kręcenia filmu Bindi the Jungle Girl.

Bindi Irwin zaczęła pojawiać się w telewizji w wieku dwóch lat. Pojawiała się regularnie w programach telewizyjnych jej ojca, w tym w programie The Crocodile Hunter Diaries, pojawiła się także w filmie z 2000 roku pt. The Wiggles: Wiggly Safari.
Bindi Irwin była prezenterką 26-częściowego dokumentalnego programu przyrodniczego dla dzieci „Show Bindi the Jungle Girl”, wyprodukowanego dla sieci telewizyjnych Discovery Kids. Jej ojciec występował w wielu początkowych programach przed śmiercią w 2006 r. Po jego śmierci produkcja została tymczasowo zawieszona. Serial miał swoją premierę w czerwcu 2007 r. w Discovery Kids. O swoim ojcu mówiła „My Daddy Crocodile Hunter”. Wystąpiła również w nazwie fitness DVD, w którym śpiewała i tańczyła w grupie Bindi Kidfitness. Nagrała także album hip-hop pod tytułem „Trouble In The Jungle, na którym Bindi i Crocmen śpiewali „Trouble In The Jungle” w The Today Show w listopadzie 2007. Bindi uczy się grać na pianinie.
We wrześniu 2006, w wieku 8 lat, Bindi Irwin pojawiła się na okładce australijskiego magazynu New Idea, będąc najmłodszą osobą, w 104-letniej historii magazynu.
Na początku stycznia 2007 roku ukazała się na The Ellen DeGeneres Show. W tym czasie miała także zaplanowane występy na Late Show z Davidem Lettermanem i na dużej kolacji z Russellem Crowe. Była na promocji jej nowego filmu, Bindi Kidfitness, spełniając swoją rolę jako nowo mianowany „ambasador turystyki” w Australii.
11 stycznia 2007 roku Irwin pojawiła się w programie Larry King Live. Powiedziała, że kreatywne pisanie to jej ulubiony przedmiot, a najmniej lubi matematykę. Powiedziała także, że cieszy się z nauki w domu, ponieważ ona i jej nauczyciele byli dobrymi przyjaciółmi.

## Życie prywatne
Jej imię pochodzi od imienia ulubionej samicy krokodyla jej ojca zamieszkującej w australijskim zoo w Queensland, a jej drugie imię pochodzi od nazwy psa Sui (Bindi w języku aborygenów oznacza mała dziewczynka).

## Filmografia
- 2004: Łowca krokodyli jako ona sama
- 2007–2009: Świat według Bindi jako ona sama
- 2010: Uwolnić orkę 4: Ucieczka z Zatoki Piratów jako Kirra
- 2013: Powrót na wyspę Nim (Return to Nim’s Island) jako Nim